# 钦泰泰西诺
钦泰泰西诺（義大利語：Cinte Tesino），是意大利特伦托自治省的一个市镇。总面积25平方公里，人口390人，人口密度15.6人/平方公里（2009年）。ISTAT代码为022059。